# Юніорська збірна Болгарії з хокею із шайбою
Юніорська збірна Болгарії з хокею із шайбою  — національна юніорська команда Болгарії, що представляє країну на міжнародних змаганнях з хокею із шайбою. Опікується командою Болгарська хокейна федерація, команда постійно бере участь у чемпіонаті світу з хокею із шайбою серед юніорських команд.

## Результати

### Чемпіонат Європи до 18/19 років
| - 1971 — 5 місце Група В - 1973 — 9 місце Група В - 1974 — 3 місце Група В - 1975 — 2 місце Група В - 1978 — 2 місце Група С - 1979 — 1 місце Група С - 1980 — 3 місце Група В - 1981 — 7 місце Група В - 1982 — 6 місце Група В - 1983 — 7 місце Група В - 1984 — 6 місце Група В - 1985 — 3 місце Група В - 1986 — 4 місце Група В | - 1987 — дискваліфікація (Група В) - 1988 — 1 місце Група С - 1989 — 8 місце Група В - 1990 — 4 місце Група С - 1991 — 2 місце Група С - 1992 — 3 місце Група С - 1993 — 9 місце Група С - 1994 — 10 місце Група С - 1995 — 6 місце Група С2 - 1996 — 4 місце Група D - 1997 — 3 місце Група D - 1998 — 5 місце Група D |

### Чемпіонати світу з хокею із шайбою серед юніорських команд
- 1999 — 6 місце Європа Дивізіон ІІ
- 2000 — 6 місце Європа Дивізіон ІІ
- 2001 — 6 місце Дивізіон ІІІ
- 2002 — 7 місце Дивізіон ІІІ
- 2003 — 6 місце Дивізіон ІІ А
- 2004 — 4 місце Дивізіон ІІІ
- 2005 — 6 місце Дивізіон ІІІ
- 2006 — 5 місце Дивізіон ІІІ
- 2007 — не брала участь
- 2008 — 4 місце Дивізіон ІІІ В
- 2009 — 4 місце Дивізіон ІІІ В
- 2010 — 4 місце Дивізіон ІІІ А
- 2011 — 3 місце Дивізіон ІІІ А
- 2012 — 4 місце Дивізіон ІІІ
- 2013 — 4 місце Дивізіон ІІІ А
- 2014 — 4 місце Дивізіон ІІІ А
- 2015 — 3 місце Дивізіон ІІІ А
- 2016 — 3 місце Дивізіон ІІІ А
- 2017 — 4 місце Дивізіон ІІІ А
- 2018 — 3 місце Дивізіон ІІІ А
- 2019 — 1 місце Дивізіон ІІІ А
- 2022 — 4 місце Дивізіон ІІ В
- 2023 — 4 місце Дивізіон ІІ В
- 2024 — 3 місце Дивізіон ІІ В
- 2025 — 6 місце Дивізіон ІІ В